# Elachistocleis skotogaster
Elachistocleis skotogaster là một loài ếch trong họ Nhái bầu.
Nó được tìm thấy ở Argentina và có thể cả Bolivia.
Các môi trường sống tự nhiên của chúng là các khu rừng vùng núi ẩm nhiệt đới hoặc cận nhiệt đới và đầm nước ngọt có nước theo mùa. Loài này đang bị đe dọa do mất môi trường sống.